# Гацко-Федусова, Анна Владимировна
Анна Владимировна Гацко-Федусова (укр. Гацько-Федусова Ганна Володимирівна; род. 3 октября 1990, Запорожье) — украинская легкоатлетка, метательница копья.

## Спортивная карьера
Тренировалась у С. П. Шурхала. Первым международным турниром для Гацко стал юниорский чемпионат Европы 2009 года, где она заняла десятое место. В 2012 году она поехала на первые свои Олимпийские игры в Лондон, где заняла 22-е место и не вышла в финал. В 2013 году спортсменка вышла замуж и стала выступать под двойной фамилией.
В июле 2014 года в Кировограде Гацко-Федусова побила национальный рекорд — с четвёртой попытки метнула копьё на 67,29 м, превзойдя достижение Веры Ребрик. Перед Олимпийскими играми 2016 спортсменка долго не могла преодолеть проходную отметку на Игры в 62 м, но наконец сделала это на открытом чемпионате Киева (62,02) и завоевала золото. На самих Играх с первой попытки отправила снаряд на 58 м 90 см. В последующих попытках улучшить результат представительнице СК «Металлург» не удалось. В общем зачёте спортсменка заняла 19-е место.

## Награды
- Орден княгини Ольги III ст. (15 июля 2019 года) — за достижение высоких спортивных результатов на II Европейских играх у г. Минск (Республика Беларусь), проявленные самоотверженность и волю к победе[8].